# Chamaemyia flavicornis
Chamaemyia flavicornis is een vliegensoort uit de familie van de Chamaemyiidae. De wetenschappelijke naam van de soort is voor het eerst geldig gepubliceerd in 1902 door Gabriel Strobl.